# ビッグ・バナナ
座標: 南緯30度16分29.15秒 東経153度08分01.67秒 / 南緯30.2747639度 東経153.1337972度
ビッグ・バナナ(Big Banana)とは、オーストラリアのコフスハーバーにある観光名所でありアミューズメントパーク。構内はバナナ農園になっており、下をくぐっていける大きなバナナはその名物になっている。1964年に建設されたモニュメントは、最初期のビッグ・シングスの一つである。ほかにも、トボガンぞりのダウンヒルや、アイススケートリンク、ウォータースライダー、バナナの世界の学習コーナーなどのアトラクションがあり、農園を見学することもできる。見晴らしのよい展望台もあったが、使われておらず、2014年のオーストラリアの日に燃やされて取り壊されてしまった。バナナ農園というテーマを忠実に守るため、バナナに関連するグッズが販売されているほか、土産物店やレストランも併設されている。2014年1月は、ツアーシーズン最盛期であり、来場者数は15万人に迫った。
このオリジナルの巨大バナナを模したモニュメントが、西オーストラリア州カーナーボンに建設されている。

## 郵便切手
- 2007年、オーストラリア郵便公社は最も有名な「ビッグ・シングス」を記念した50セント切手を発行した。その中にはこのビッグ・バナナも含まれている[4]